# Olios pusillus
Olios pusillus är en spindelart som beskrevs av Simon 1880. Olios pusillus ingår i släktet Olios och familjen jättekrabbspindlar.
Artens utbredningsområde är Madagaskar. Inga underarter finns listade i Catalogue of Life.